# توماس جردن جارویس
توماس جردن جارویس (به انگلیسی: Thomas Jordan Jarvis) سناتور سابق عضو حزب دموکرات ایالات متحده آمریکا بود. وی در سال ۱۸۹۴ تا ۱۸۹۵ میلادی سناتور ایالت کارولینای شمالی در سنای ایالات متحده آمریکا بود.